# 道の駅みかも
道の駅みかも（みちのえき みかも）は、栃木県栃木市にある国道50号の道の駅である。

## 施設
当初は、2005年（平成17年）6月一部供用開始の予定であったが、建設がずれ込み実際の供用開始は2006年（平成18年）4月21日となった。
- 駐車場（普通車83台、大型車39台、身体障害者用3台）
- トイレ（男12、女12、多目的1）
- 公衆電話
- 情報提供施設
- 万葉の里（農産物直売所）（9:00 - 17:00）
- こならの里（物産館）（9:00 - 24:00）
- かあさんの台所（農産物加工販売）（9:00 - 17:00）
- レストランしもつけ（食事処）（6:00 - 21:00）
- イベント広場
- 調整池：渡良瀬遊水地のハート形を模している。

## アクセス
- 国道50号
- 東北自動車道佐野藤岡IC

### 路線バス
構内に道の駅みかもバス停留所があり、ふれあいバス岩舟線が発着する。
| 系統                     | 主要経由地 | 行先       | 備考     |
| ------------------------ | --- | ---------- | -------- |
| 岩舟線                   | 岩舟駅・岩舟静和郵便局前・静和駅入口・大平運動公園入口                                                                                 | 栃木駅南口 |          |
| 岩舟線（佐野新都市経由） | 佐野新都市バスターミナル・佐野プレミアム・アウトレット・イオンモール佐野新都市・岩舟駅・岩舟静和郵便局前・静和駅入口・大平運動公園入口 | 栃木駅南口 | 平日のみ |

## 周辺
- みかも山公園（三毳山）
- 三毳不動尊（裏手、歩いてすぐ）